# 鹿児島市交通局7500形電車
鹿児島市交通局7500形電車（かごしましこうつうきょく7500がたでんしゃ）は、鹿児島市交通局にて2017年3月30日より運行を開始した超低床車両である。愛称は「ユートラムIII」。
2018年5月24日付で「鉄道友の会」のローレル賞を受賞した。

## 歴史
「鹿児島市LRT整備計画」に基づき、老朽化した500形電車の置き換えとして、2017年に2編成が導入された。
増備
2019年1月に2次車である7503 - 7504が登場し、同年3月1日には営業運転を開始した。導入に伴い、500形504・507が引退した。

### 年表
- 2019年3月1日 - 2次車の営業運転を開始[6]。

## 車両概説

### 車両
2車体連接車であり、アルナ車両の超低床車ブランドであるリトルダンサーのタイプXをベースとしている。塗装は交通局カラーである。チャギントンラッピングの車両も存在しており、2022年（令和4年）2月25日に運行開始した。

### 車内
定員は1000形電車より10人増加した68人（26座席）となっている。車体寸法は、長さ14.4メートル、幅2.44メートル、高さ3.75メートルであり、自重は18.5トンである。

### 機器
台車は新たに開発したSS15台車を用い、世界最小クラスのモーターを用いたことで、国内では初となる従来車と同様のWN駆動での100％超低床車を実現した。運転台機器は、1000形および7000形と同じ右手操作式ワンハンドルマスコン。また室内は全席ロングシートを採用している。パンタグラフはA車に設置される。

### 次車ごとの差異
2次車は窓が1次車の押し出し式から横開き式へ変更されている。

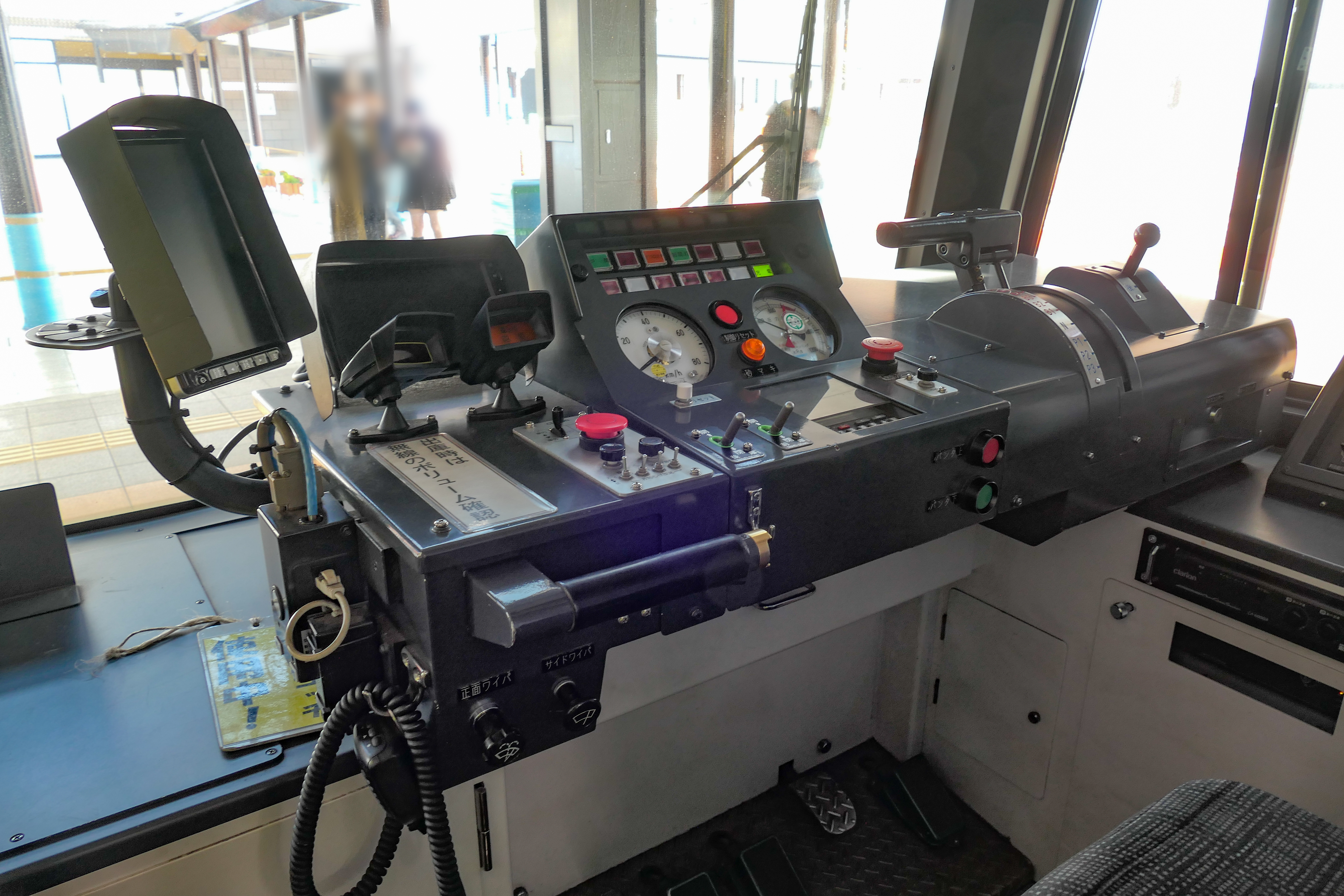
運転台
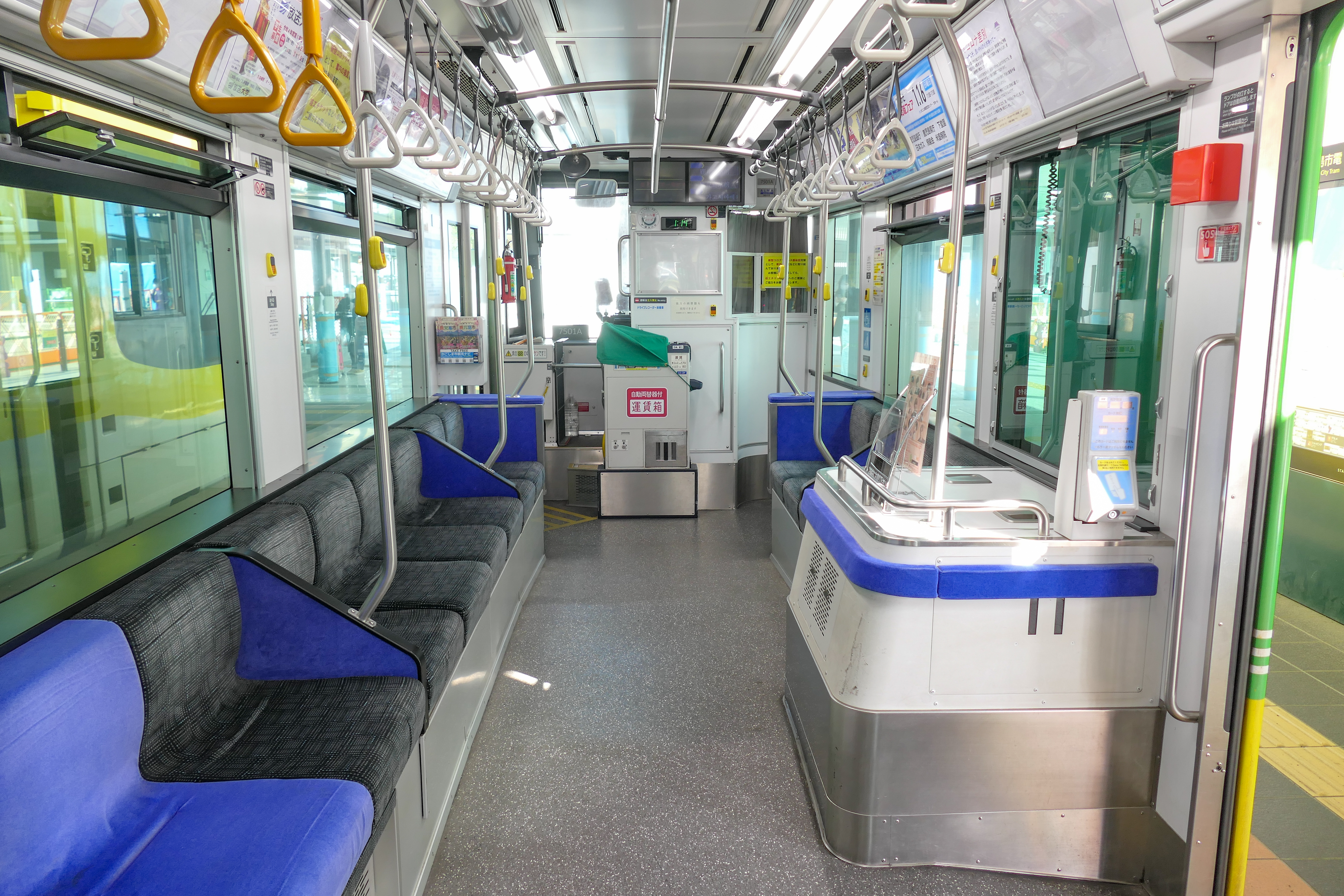
車内
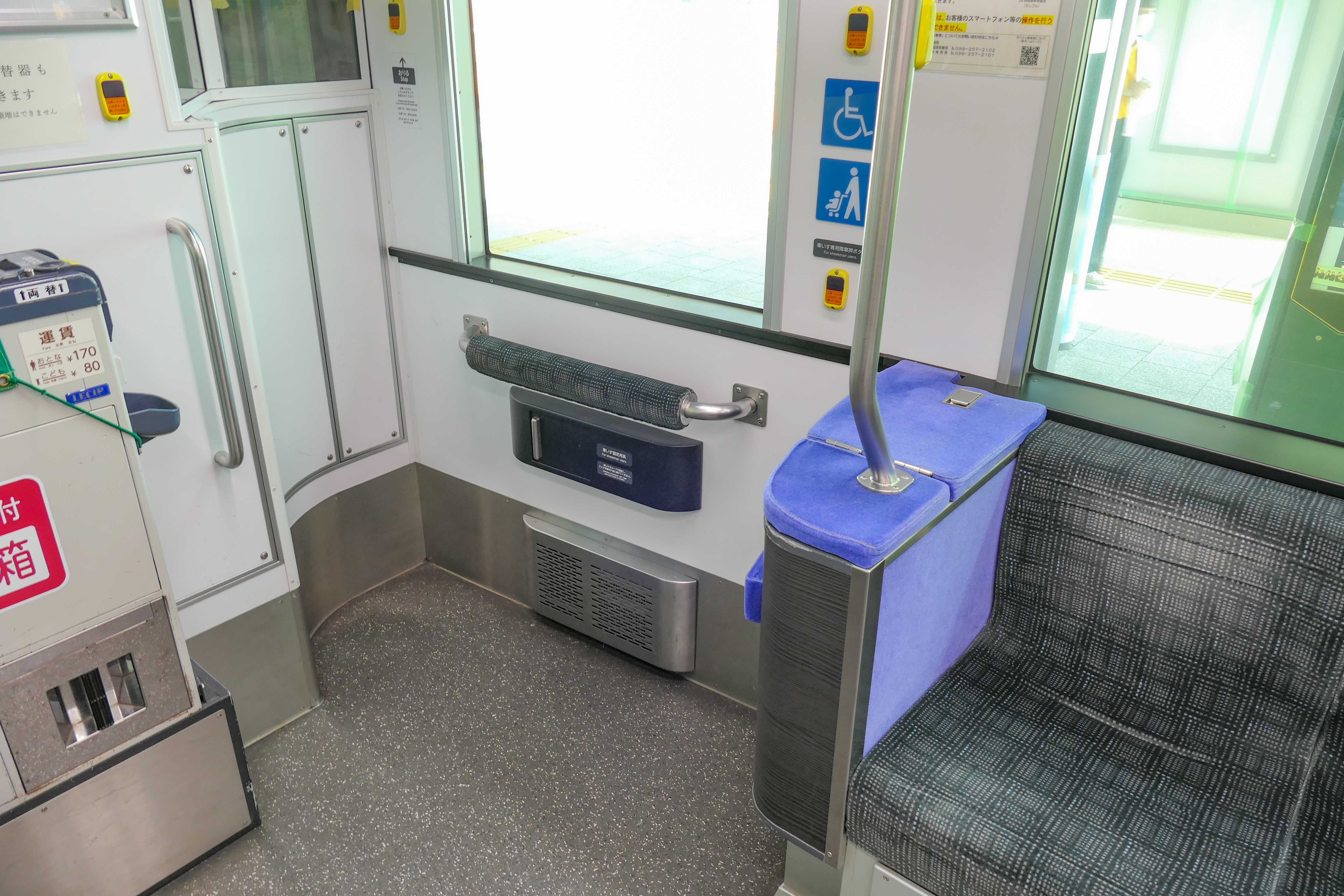
車椅子スペース

## 運用
1000形電車・7000形電車と共通運用であり、各停留所の時刻表に表記されているほか、ホームページでも確認することができる。